# The Power Station
The Power Station foi um supergrupo de pop rock formado em Nova Iorque pelo cantor britânico Robert Palmer, o baixista  John Taylor e o guitarrista Andy Taylor, ambos da banda britânica Duran Duran e o baterista Tony Thompson, banda de R&B estadunidense Chic. Bernard Edwards, também do Chic, fez as vezes de produtor e empresário da banda. O Power Station surgiu durante uma pausa nas atividades do Duran Duran, ao mesmo tempo que surgiu outro projeto paralelo, o Arcadia.

## Discografia
- The Power Station - 1985
- Living in Fear - 1996